# 9244 Вишнян
9244 Вишнян (9244 Višnjan) — астероїд головного поясу, відкритий 21 квітня 1998 року.
Тіссеранів параметр щодо Юпітера — 3,272.